# Цзиньпин-Мяо-Яо-Дайский автономный уезд
Цзиньпин-Мяо-Яо-Дайский автономный уезд (кит. упр. 金平苗族瑶族傣族自治县, пиньинь Jīnpíng Miáozú Yáozú Dǎizú zìzhìxiàn) — автономный уезд Хунхэ-Хани-Ийского автономного округа провинции Юньнань (КНР).

## История
В 1917 году в местах компактного проживания национальных меньшинств были созданы Административный район Цзиньхэ (金河行政区) и Административный район Мэндин (勐丁行政区). В 1932 году на их базе были созданы Временная управа Цзиньхэ (金河设治局) и Временная управа Пинхэ (平河设治局). 1 сентября 1934 года эти две временные управы были объединены в уезд Цзиньпин (金平县), название которого было образовано из первых иероглифов названий временных управ.
После вхождения провинции Юньнань в состав КНР в 1950 году был образован Специальный район Мэнцзы (蒙自专区), и уезд вошёл в его состав.
С 1 января 1954 года из Специального района Мэнцзы был выделен Хунхэ-Ханиский автономный район (红河哈尼族自治区), и уезд Цзиньпин перешёл в его состав.
В 1957 году Специальный район Мэнцзы и Хунхэ-Ханийский автономный район были объединены в Хунхэ-Хани-Ийский автономный округ.
Постановлением Госсовета КНР от 11 июня 1985 года (вступило в силу 7 декабря) уезд Цзиньпин был преобразован в Цзиньпин-Мяо-Яо-Дайский автономный уезд.

## Административное деление
Уезд делится на 2 посёлка, 10 волостей и 1 национальную волость.